# Gârnița, Mehedinți
Gârnița este un sat în comuna Prunișor din județul Mehedinți, Oltenia, România.